# 大類信
大類 信（おおるい まこと、1949年6月27日 - ）は、アートディレクター。
デザインに限らず、イラストレーション、出版、編集、ディストリビューション、ギャラリー活動を行っているクリエイターである。
「宝島」「ロッキング・オン」「purple」（フランス）等のデザインのほか、FICTION INCを設立し数々の出版物を発行した。乃木坂、渋谷で「THE deep」を主催。１９９８年パリ１８区に移転。多数のクリエーターに影響を与えた。
| スタブアイコン | サブスタブ | この項目は、まだ閲覧者の調べものの参照としては役立たない、人物に関連した書きかけの項目です。この項目を加筆・訂正などしてくださる協力者を求めています（P:人物伝/PJ:人物伝）。 |